# Sergio Osmeña
Sergio Osmeña (Cebu City, 9 september 1878 - Quezon City, 19 oktober 1961) was de vierde president van de Filipijnen van 1 augustus 1944 tot 28 mei 1946. Hij werd president van het Gemenebest van de Filipijnen na de dood van president Manuel Quezon. Sergio Osmeña is bovendien de oprichter van de Filipijnse politieke partij Nacionalista Party

## Vroege levensloop en carrière
Sergio Osmeña werd geboren in Cebu City op 9 september 1878. Zijn vader was Juana Osmeña y Suico. Hun familie is van Chinese Filipino afkomst.
Zijn opleiding begon Osmeña aan de University of San Carlos waar hij afstudeerde in 1892. Osmeña zette daarna zijn studie voort aan het Colegio de San Juan de Letran in Manilla. Hier ontmoette hij ook Manuel Quezon, die een jaargenoot van hem was. Hierna ging hij nog rechten studeren aan de University of Santo Tomas. Hij was een uitstekende student en eindigde op de tweede plaats van de bar examination van 1903.

## Politieke carrière
In 1904 werd Sergio Osmeña door de Amerikaanse koloniale regering benoemd als gouverneur van Cebu. Tijdens zijn gouverneurschap stelde hij zich in 1907 verkiesbaar voor de eerste Filipijnse assemblee, het wetgevende orgaan in die tijd. Osmeña werd op slechts 29-jarige leeftijd verkozen als leider van het Filipijns Assemblee. Hiermee was hij op dat moment de Filipijnse bestuurder met de meeste invloed.
Samen met Manuel Quezon, een andere politicus uit de provincie, richtte hij de Nacionalista Party als tegenhanger van de Partido Federalista met voornamelijk politici uit Manilla. De twee partijen zouden vanaf dan om de politieke dominantie strijden.
Osmeña bleef een lid van het lagerhuis van het Assemblee tot 1922.
In 1933 vertrok Osmeña naar de Verenigde Staten om daar de Hare-Hawes-Cutting Independence Bill veilig te stellen. Deze wet werd laten opgevolgd door de Tydings-McDuffie Act van maart 1934.
In 1935 werd Osmeña gekozen als vicepresident van het Gemenebest onder president Qezon. In 1941 werd hij herkozen. Toen de regering, als gevolg van de oorlog, een veilig heenkomen zocht in de VS ging Osmeña met Qezon mee.

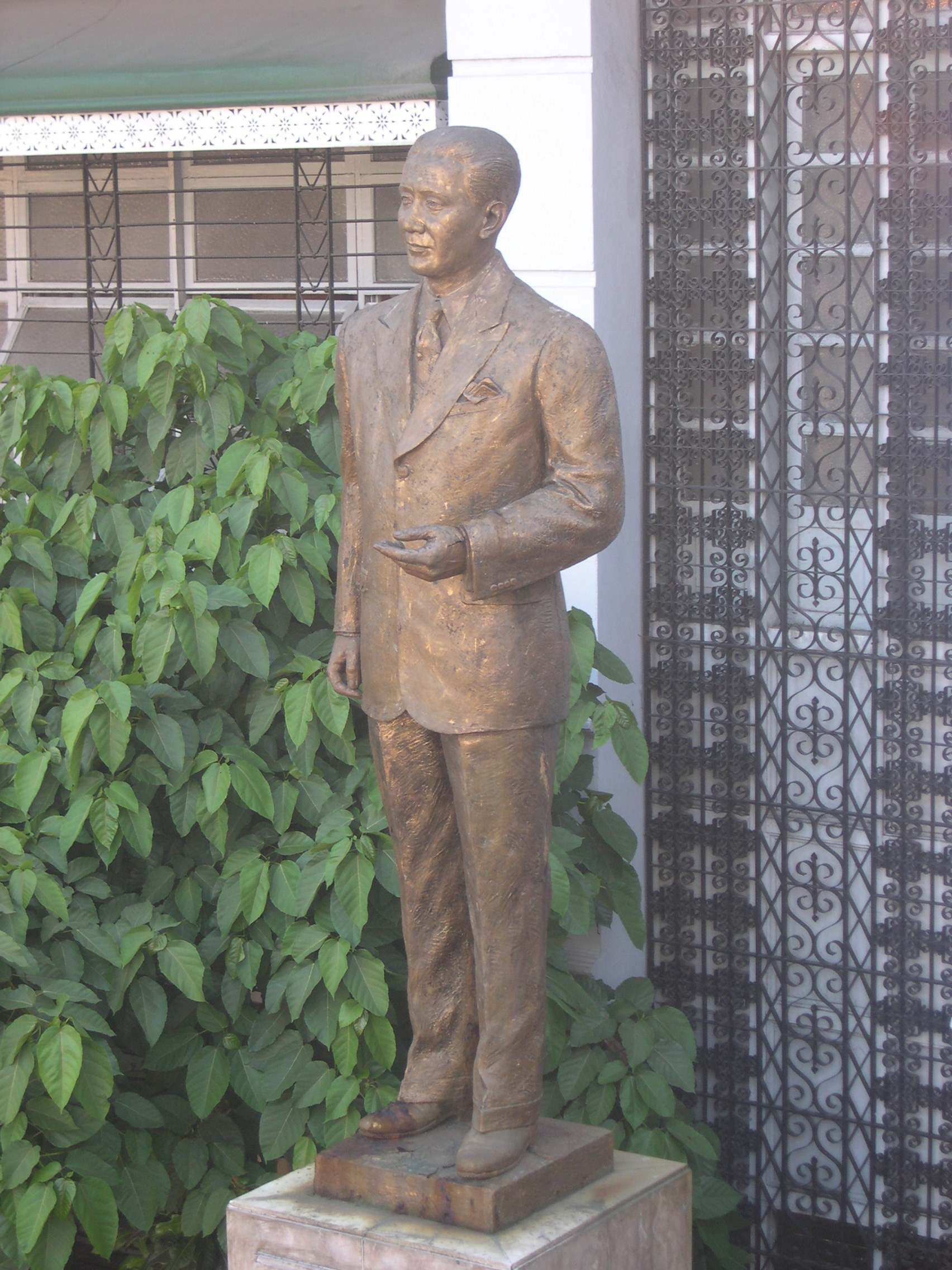
Een meer dan levensgroot standbeeld van Sergio Osmeña voor het Osmeña museum in Cebu City

Toen Manuel Quezon in 1944 overleed, werd Osmeña de nieuwe president. Nog in hetzelfde jaar keerde hij samen met generaal Douglas MacArthur en de Amerikaanse bevrijdingstroepen terug naar zijn vaderland, waar hij de Gemenebest-regering weer op poten zette. Tijdens zijn termijn bleef Osmeña zich inzetten voor Filipijnse onafhankelijkheid.
Voor de presidentiële verkiezingen van 1946 voerde Osmeña geen campagne, omdat de Filipino's, zoals hij zei, zijn 40 jaar lange en trouwe dienst voor het land wel kenden. Hij werd desondanks verslagen door Manuel Roxas, die de verkiezingen won met 54 procent van de stemmen en daardoor de eerste president van de onafhankelijke republiek Filipijnen werd.

## Periode na het presidentschap

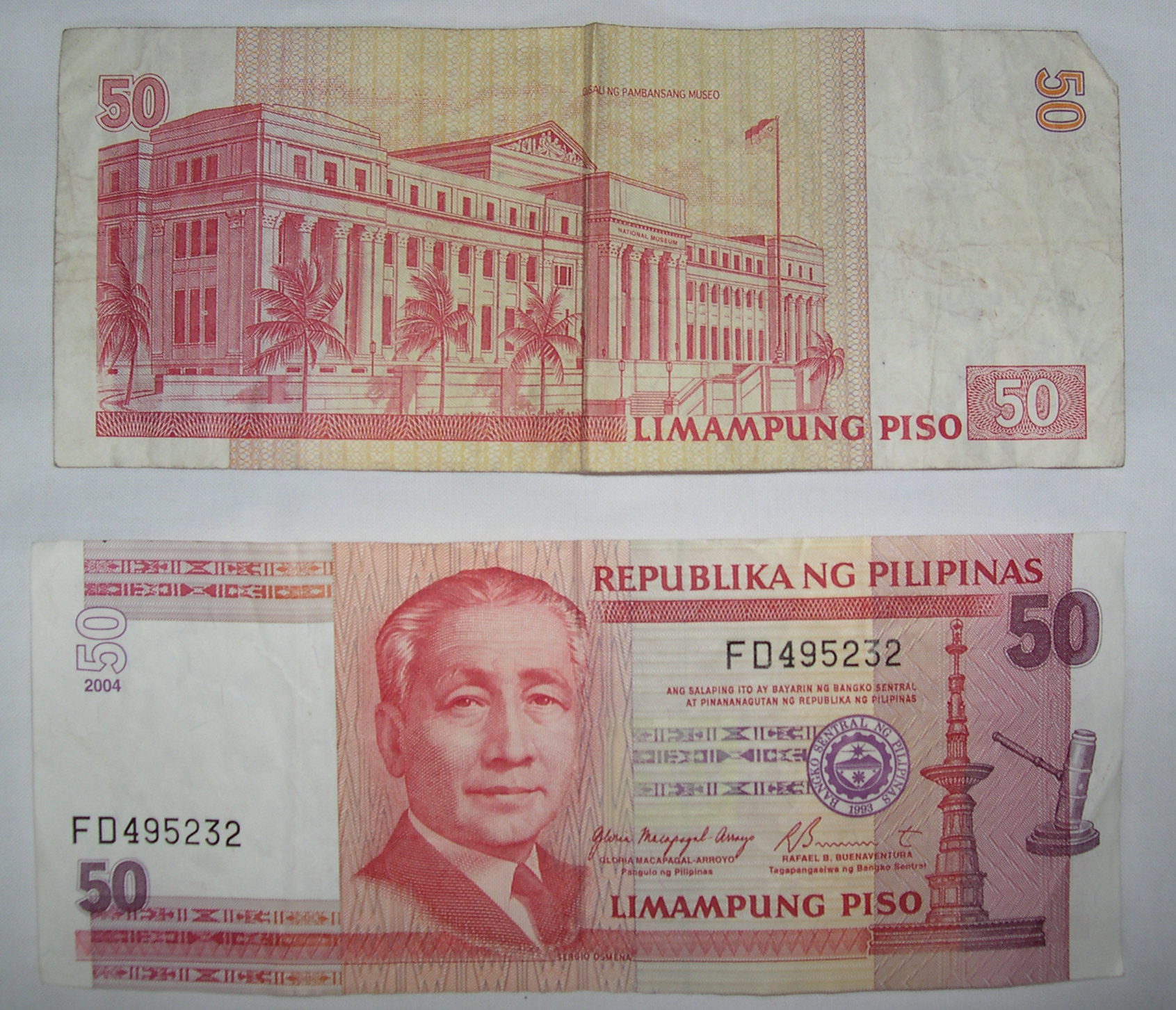
Sergio Osmeña op een briefje van 50 Filipijnse peso

Na zijn verlies ging Osmeña met pensioen en trok zich terug in zijn geboortestad Cebu City. Hij overleed op 19 oktober 1961 op 83-jarige leeftijd in het Veteran's Memorial Hospital in Quezon City. Hij ligt begraven op het North Cemetery in Manilla.
Hij was de vader van politicus Sergio Osmeña jr..
Emilio Aguinaldo · Manuel Quezon · José Laurel · Sergio Osmeña · Manuel Roxas · Elpidio Quirino · Ramon Magsaysay · Carlos Garcia · Diosdado Macapagal ·
 Ferdinand Marcos · Corazon Aquino · Fidel Ramos · Joseph Estrada · Gloria Macapagal-Arroyo · Benigno Aquino III · Rodrigo Duterte · Ferdinand Marcos jr.
Mariano Trias · Sergio Osmeña · Elpidio Quirino · Fernando Lopez · Carlos P. Garcia · Diosdado Macapagal · Emmanuel Pelaez · Carlos Garcia · Fernando Lopez · Arturo Tolentino · Salvador Laurel · Joseph Estrada  · Gloria Macapagal-Arroyo · Teofisto Guingona jr. · Noli de Castro · Jejomar Binay · Leni Robredo · Sara Duterte
- Bibliothèque nationale de France: cb10973195p (data)
- Gemeinsame Normdatei: 1211930777
- International Standard Name Identifier: 0000 0000 6346 4866
- Library of Congress Control Number: n82128811
- Nationale bibliotheek van Australië: 35246913
- Nationale Bibliotheek van Israël: 987007272688905171
- Nederlandse Thesaurus van Auteursnamen: 074420194
- SNAC: w6gf1dv6
- Système universitaire de documentation: 248412981
- Trove: 880849
- Virtual International Authority File: 16121587
- WorldCat: E39PBJwRVGWCyHQVqfmkj8Jbh3